# Elk Creek NGL (трубопровід для ЗВГ)
Elk Creek NGL (трубопровід для ЗВГ) — трубопровід у США, споруджений для транспортування суміші зріджених вуглеводневих газів (ЗВГ) з кількох північних штатів до канзаського ЗВГ-хабу.
Збільшення видобутку зі сланцевої формації Баккен у нафтогазоносному басейні Віллістон (суміжні райони Північної Дакоти та Монтани) зумовило потребу у вивезенні звідси ЗВГ. Станом на другу половину 2010-х років цю функцію могли виконувати етанопровід Vantage (40 тисяч барелів на добу), що подавав ресурс для нафтохімічної промисловості Канади, та трубопровід Bakken NGL (160 тисяч барелів на добу), по якому суміш ЗВГ транспортувалась на південь. При цьому в басейні планувалося спорудження цілого ряду газопереробних заводів, крім того, очікувалось обмеження на калорійність у газопроводі Northern Border, що вимагало б більш повного вилучення етану.
Враховуючи зазначені вище обставини, компанія ONEOK вирішила спорудити нову потужну систему для транспортування нерозділеної суміші етану, пропану, бутану та певної кількості газового конденсату (Y-grade). Рішення про це прийняли у 2018 році, а вже у грудні 2019-го почалась експлуатація трубопроводу Elk Creek NGL. Він починається у штаті Монтана на терміналі Ріверв'ю та далі тягнеться на південь по території Монтани та Вайомінгу (уздовж їхньої східної межі), біля столиці останнього міста Шаєнн він повертає на південний схід та прямує через Колорадо та Канзас. При цьому на своєму шляху трубопровід проходить через або неподалік від ще двох нафтогазовидобутних басейнів — Паудер-Рівер (де розробляють сланцеву формацію Ніобрара) у Вайомінзі та Денвер-Юлесбург в Колорадо. Завершується Elk Creek NGL в канзаському ЗВГ-хабі, де, зокрема, діє установка фракціонування у Буштоні, розташоване асоційоване з нею підземне сховище та знаходиться точка доступа до трубопровідної системи ONEOK NGL, котра прямує до надпотужного ЗВГ-хабу в техаському Монт-Белв'ю.
Elk Creek NGL має довжину 900 миль (приблизно 1450 км) та виконаний в діаметрі 500 мм. Його первісна пропускна здатність становить 240 тисяч барелів на добу та може бути збільшена в подальшому до 400 тисяч барелів.
Маршрут Elk Creek NGL на ділянці до Шаєнн практично збігається з трасою Bakken NGL, а після — з маршрутом системи Оверленд-Пасс (до якої передає свою продукцію Bakken NGL), що дозволить за необхідності маневрувати потоками ЗВГ.